# Index: Incident in a Museum
Index : Incident in a Museum (français : Index : Incident au musée) est une série extensive de peintures  réalisées entre 1985 et 1988 par Michel Baldwin et Mel Ramsden, membres du collectif d'artistes conceptuels britanniques Art & Language,,,,.

## La série desIndex: Incident in a Museum
La série Index : Incident in a Museum comprend un grand nombre de productions. Plusieurs de ces œuvres sont des peintures représentant une exposition fictive d'Art & Language dans les locaux du Whitney Museum à New York. Ce musée ne collectionnant que des œuvres réalisées par des artistes américains, l'exposition dépeinte est imaginaire. De plus les œuvres d'Art & Language représentées dans ces tableaux n'existent pas telles qu'elles y sont figurées.  
À travers cette série, Art & Language aborde, entre autres, les sujets des lieux de production et de consommation artistique, et les modalités de représentation et d'abstraction. Ce travail apparaît comme une recherche artistique qui en bout de série semble tendre vers le vide,,. 
Cette série d'œuvres se termine par des An Incident in a Museum : Study for Hostage, la série produite ensuite se nommant Hostage.
| Titre                                                       | Technique | Dimensions (cm) | Année       | #  | Illus. |
| ----------------------------------------------------------- | --- | --------------- | ----------- | -- | ------ |
| Index : Incident in a Museum II                             | Huile et acrylique sur toile | 174 x 271       | 1985 - 1986 | 1  |        |
| Index : Incident in a Museum III,                           | Huile, collage et alogramme (alogramme : technique propre à Art & Language qui consiste à faire des impressions sur une toile à l'aide d'une photocopie imbibée de térébenthine et d'acétone) sur toile montée sur contreplaqué | 174 x 271       | 1985        | 2  |        |
| Index : Incident in a Museum IV                             | Huile et alogramme sur toile, | 174 x 271       | 1985        | 3  |        |
| Index : Incident in a Museum V                              | Huile et alogramme sur toile | 174 x 271       | 1985        | 4  |        |
| Index : Incident in a Museum VI,                            | huile sur toile avec deux huiles sur toile insérés et collés à bord dessus | 174 x 271       | 1986        | 5  |        |
| Index : Incident in a Museum VII,                           | huile et alogramme sur toile | 174 x 271       | 1986        | 6  |        |
| Index : Incident in a Museum VIII,                          | huile et alogramme sur toile montée sur contreplaqué | 174 x 271       | 1986        | 7  |        |
| Index : Incident in a Museum IX                             | huile et alograme sur toile | 174 x 271       | 1986        | 8  |        |
| Index : Incident in a Museum X                              | huile et alogramme sur toile | 174 x 271       | 1986        | 9  |        |
| Index : Incident in a Museum XI                             | huile et alogramme sur toile | 174 x 271       | 1986        | 10 |        |
| Index : Incident in a Museum XII,                           | huile et alogramme sur toile | 243 x 379       | 1986        | 11 |        |
| Index : Incident in a Museum XIII,                          | huile et alogramme sur toile montée sur contreplaquée | 174 x 271       | 1986        | 12 |        |
| Index : Incident in a Museum (Madison Avenue) XIV ,         | Huile sur contreplaqué superposée à une huile sur toile montée sur contreplaqué | 174 x 271       | 1986        | 13 |        |
| Index : Incident in a Museum XV ,                           | Huile et alogramme sur toile | 243 x 379       | 1986        | 14 |        |
| Index : Incident in a Museum XVI ,                          | Huile et alogramme sur toile monté sur contreplaqué | 243 x 379       | 1986        | 15 |        |
| Index : Incident in a Museum XVII                           | Huile et alogramme sur toile | 271 x 379       | 1987        | 16 |        |
| Index : Incident in a Museum XVIII                          | Huile sur toile | 174 x 271       | 1987        | 17 |        |
| Index : Incident in a Museum XIX,                           | Alograme sur contreplaqué montée sur une huile sur toile | 174 x 271       | 1987        | 18 |        |
| Index : Incident in a Museum XX                             | Huile et alogramme sur toile | 174 x 271       | 1987        | 19 |        |
| Index : Incident in a Museum XXI ,                          | Huile et photographie sur toile montée sur contreplaqué | 234 x 379       | 1987        | 20 |        |
| Index : Incident in a Museum XXII (The decade, 2003 -2013), | Alograme sur contreplaqué montée sur une huile sur toile |                 | 1986        | 21 |        |
| Index : Incident in a Museum XXV                            | Alogramme et huile sur toile montée sur contreplaqué, bibliothèque et livres | 174 x 271       | 1987        | 22 |        |